# A Fábrica das Camisinhas
A fábrica das camisinhas é um filme brasileiro de 1982, do gênero comédia, dirigido por Ary Fernandes.

## Sinopse
Quando o dono de uma fábrica de preservativos morre eletrocutado, a fábrica corre o risco de fechar pois seu único herdeiro é seu sobrinho seminarista.

## Elenco
- Osmar Alves
- Antônio Andrade
- Arlindo Barreto
- Henrique Bertelli
- Zaira Bueno
- Jussara Calmon
- Lídia Costa
- Nestor Alves de Lima (creditado como Nestor de Lima)
- Douglas Franco
- Jônia Freund
- Aiman Hammound
- Heloísa Helena
- Sérgio Hingst
- Ruy Leal
- Felipe Levy
- Henrique Lisboa
- Marthus Mathias
- Tyhana Perckle
- Miriam Rodrigues
- Roque Rodrigues
- Paco Sanches
- Ely Silva
- Américo Taricano